# 国語伝習所
国語伝習所（こくごでんしゅうじょ、旧字体：國語傳習󠄁所󠄁）は1896年から1898年にかけて台湾総督府が台湾において実施した日本語を中心とする基礎教育学制と教育施設を指す名称である。基礎教育を充実させることで植民地経営における経営方式の「放任政策」と「同化政策」で後者を選択したことを示している。国語伝習所は台湾における最初の西洋式学校であり、後年誕生した公学校の前身である。

## 概要
1895年に日本により台湾統治が開始されると、日本政府は積極的な台湾教育政策を実施した。芝山巌学堂における六氏先生事件後も台湾総督府は日本語普及を推進した。台湾総督府初代学務部長の伊沢修二は『台湾教育意見書』を発表し、日本による台湾統治での最重要政策として日本語教育を表明し、これに従って総督府は具体的な計画を策定した。
1896年、台湾総督府は『国語伝習所規則』を発布、全台湾における日本語教育の具体的な内容が策定された。台湾の主要都市に14ヶ所の国語伝習所を設置し、その周辺地域に分教場を設置するというものであり、西洋教育方式により国語（日本語）を初め唱歌、算数などの教育が実施された。
伝習所開校初期は台湾人の就学率は高くなかったが、総督府は無償教育政策を実施し、また台湾人の日常生活の中でも日本語を必要とする場面が多くなり、就学児童は年々増加した。1898年に公学校に改編されるまで存続した。植民地政策を実施するための政策ではあったが、台湾民衆に広く教育を行なう嚆矢であり、台湾教育史での意義は大きいものと評価されている。

## 国語伝習所一覧
- 台北国語伝習所（現台北市立太平国民小学）初めて設立された国語伝習所
- 宜蘭国語伝習所（現宜蘭県立中山国民小学）
- 基隆国語伝習所（現基隆私立信義国民小学）
- 新竹国語伝習所（現新竹市立新竹国民小学）
- 苗栗国語伝習所（現苗栗県立建功国民小学）
- 台中国語伝習所（現台中市立忠孝国民小学）
- 雲林国語伝習所（現雲南県立鎮西国民小学）
- 鹿港国語伝習所（現台中県立鹿港国民小学）
- 滬尾国語伝習所（現台北県立淡水国民小学）
- 鳳山国語伝習所（現高雄県立鳳山国民小学）
- 恒春国語伝習所（現高雄県立恒春国民小学）
- 台南国語伝習所（現国立台南師範大学附属国民小学）
- 嘉義国語伝習所（現嘉義市立崇文国民小学）
- 澎湖国語伝習所（現澎湖県立馬公国民小学）
- 台東国語伝習所（現国立台東大学附属国民小学）